# Emil Vesa
Emil Onerva Vesa (Viipuri, 19 marzo 1912 – Säkylä, 19 giugno 1964) è stato un militare e aviatore finlandese, è stato un asso dell'aviazione da caccia nel corso della seconda guerra mondiale abbattendo individualmente 28 aerei nemici e 3 in collaborazione,  nel corso di 128 missioni.

## Biografia
Nacque a Viipuri il 19 marzo 1912, figlio di Juho e Maria Vilpuntytä. Si arruolò nella Suomen ilmavoimat per prestare servizio militare di leva, venendo promosso caporale il 15 giugno 1931. Dal novembre 1939 al marzo 1940 partecipò alla guerra d'Inverno contro l'Unione Sovietica. Il 15 marzo 1941 conseguì il brevetto di pilota, e fu poi assegnato al HLeLv 24 di stanza a Maaselkä, dotato dei caccia Brewster Buffalo, partecipando alla guerra di continuazione. Promosso sergente il 23 ottobre 1941, e poi sergente maggiore il 22 ottobre 1942, conseguì la sua prima vittoria a spese di un Hawker Hurricane il 26 giugno 1942. Con il trasferimento della sua unità a Suomenlahti volando sui B-239 Buffalo conseguì ulteriori 8 vittorie abbattendo 1 Polikarpov I-16 (18 agosto), 1 Polikarpov I-153 (2 marzo 1943), 2 Lavochkin La-5 (1 il 20 maggio e uno il 30 maggio), 1 Lavochkin LaGG-3 (20 agosto), e 1 Yakovlev Yak-1 (10 novembre).  La sua unità venne poi riequipaggiata con i Messerschmitt Bf 109G-2 con cui conseguì ulteriori 20 vittorie aeree. Si trattava di 7 cacciabombardieri Ilyushin Il-2 Sturmovik, 6 caccia Lavochkin La-5, 1 bombardiere Ilyushin DB-3F, 1 cacciabombardiere Petlyakov Pe-2, 1 bombardiere Arkhangelsky Ar-2, 1 caccia Yakovlev Yak-9, e 1 aereo da ricognizione Neman R-10, 1 caccia Bell P-39 Airacobra e 1 caccia Lavochkin LaGG-3. Lasciò il servizio attivo il 10 novembre 1944. Lavorò come commerciante privato a Vyborg e dopo la fine della seconda guerra mondiale a Kauttua, divenendo successivamente responsabile degli acquisti di Lännen Soker. Fu tra i soci fondatori del Club aeronautico di Kauttua nel 1948. Si spense a Säkylä il 19 giugno 1964.